# C. J. Bruton
Pour les articles homonymes, voir Bruton (homonymie).
 (octobre 2019).
Si vous disposez d'ouvrages ou d'articles de référence ou si vous connaissez des sites web de qualité traitant du thème abordé ici, merci de compléter l'article en donnant les références utiles à sa vérifiabilité et en les liant à la section « Notes et références ».
Calvin Thomas Bruton Jr., connu sous le nom de C. J. Bruton (né le 13 décembre 1975 à Wichita, au Kansas), est un joueur américano-australien de basket-ball, évoluant au poste de meneur.

## Carrière
C.J. Bruton arrive en Australie à l'âge de trois ans lorsque son père Calvin Bruton partit pour jouer pour les Brisbane Bullets en 1979.